# Kanton Volonne
Kanton Volonne (fr. Canton de Volonne) je francouzský kanton v departementu Alpes-de-Haute-Provence v regionu Provence-Alpes-Côte d'Azur. Tvoří ho devět obcí.

## Obce kantonu
- Aubignosc
- Château-Arnoux-Saint-Auban
- Châteauneuf-Val-Saint-Donat
- L'Escale
- Montfort
- Peipin
- Salignac
- Sourribes
- Volonne